# Alto do Couso (Maceda)
Alto do Couso es un lugar español situado en la parroquia de Zorelle, del municipio de Maceda, en la provincia de Orense, Galicia.

## Demografía
| Gráfica de evolución demográfica de Alto do Couso entre 2000 y 2022 |
|                                                                     |
| Datos según el nomenclátor publicado por el INE.                    |